# El cóndor pasa
El cóndor pasa è una zarzuela la cui musica fu composta dal peruviano Daniel Alomía Robles nel 1913 su un testo di Julio de La Paz (pseudonimo del drammaturgo limegno Julio Baudouin y Paz). Fu registrata legalmente nel 1933. 
Questa zarzuela include anche l'omonima canzone basata sulla musica tradizionale andina del Perù, dove fu dichiarata Patrimonio Culturale della Nazione nel 2004. Questo pezzo ebbe l'onore di essere inserito nel Disco d'Oro caricato sulle sonde Voyager, lanciato verso lo spazio profondo nel 1977, col compito di rappresentare l'umanità davanti ad eventuali specie extraterrestri.
El cóndor pasa raggiunse fama mondiale nel 1970 grazie alla versione del duo Simon & Garfunkel (contenuta nell'album Bridge over Troubled Water), arrivando come singolo in prima posizione in Svizzera per 9 settimane, Paesi Bassi per 4 settimane, nelle Fiandre e Belgio per 3 settimane, in Austria per 2 settimane, in Australia, Germania Ovest e Spagna. In Italia una versione intitolata Il condor fu interpretata da Gigliola Cinquetti.

## Testo della canzone
| Versione in quechua | Versione in spagnolo | Traduzione in italiano |
| --- | --- | --- |
| Yaw kuntur llaqtay urqupi tiyaq maymantam qawamuwachkanki, kuntur, kuntur apallaway llaqtanchikman, wasinchikman chay chiri urqupi, kutiytam munani, kuntur, kuntur. Qusqu llaqtapim plazachallanpim suyaykamullaway, Machu Piqchupi Wayna Piqchupi purikunanchikpaq. | Oh majestuoso cóndor de los Andes, llévame, a mi hogar, en los Andes, Oh cóndor. Quiero volver a mi tierra querida y vivir con mis hermanos Incas, que es lo que más añoro oh cóndor. En el Cusco, en la plaza principal, espérame para que a Machu Picchu y Huayna Picchu vayamos a pasear. | Oh maestoso condor delle Ande portami a casa mia, sulle Ande Oh condor Voglio tornare alla mia amata terra e vivere con i miei fratelli Inca, che è ciò che più rimpiango Oh condor A Cuzco, nella piazza principale aspettami affinché sul Machu Picchu e sull'Huayna Picchu andremo a passeggiare. |